# Cosmo Pyke
Cosmo Pyke (Londres) es un cantautor, multiinstrumentista y artista inglés. Obtuvo buenas críticas por su EP Just Cosmo de 2017, coproducido con Fraser T. Smith.

## Biografía
Cosmo nació en Peckham, barrio al sureste de Londres. Asistió a la BRIT School para las Artes Escénicas y la Tecnología, siguiendo el camino de otros famosos exalumnos cantautores como Adele, Amy Winehouse, Jamie Woon, Loyle Carner y otros.

## Carrera musical
Su EP debut de 2017, Just Cosmo, fue lanzado en colaboración con el renombrado productor Fraser T. Smith (Stormzy, Easy Life, Kano, entre otros) a través del sello 70Hz Recordings. Los temas del EP son 'Wish You Were Gone', 'Chronic Sunshine', 'After School Club', 'Social Sites' y 'Great Dane'. 
Ese mismo año The Guardian describió su sonido como "una fusión de jazz, 2 Tone, Tyler, the Creator y The Kooks". Dazed dijo: "Las canciones de Pyke combinan composición clásica con una pizca de reggae, hip hop e indie". Clash comentó: "El artista de Peckham sobresale al canalizar un ambiente relajado inspirado en el jazz, una postura de composición altamente creativa que parece crecer con cada pista que pasa".
Cosmo dijo que su EP es "una documentación de mi juventud como una oda a mis pensamientos y sentimientos, con experiencias personales y muestras personales. Como la última canción 'Great Dane', que comienza y termina con un clip de 'Just William' que escuchaba y amaba cuando era niño... Fraser T. Smith y yo realmente trabajamos para crear un sonido vivo".
A fines de 2020 Cosmo lanzó la canción principal de su nuevo EP, A Piper For Janet, a través de su propio sello, Pykrete Records.  'Piper' es una referencia al artista John Piper; mientras que Janet es el nombre de su difunta abuela. 
Las canciones del EP fueron escritas durante los años en los que Cosmo estuvo de gira por América del Sur y Asia. El EP completo se lanzó en enero de 2021. Incluyó las canciones: 'A Piper For Janet', 'Filet Mignon', 'Railroad Tracks' y 'Seasick'. 
A fines de 2021 Cosmo fue invitado a Brodie Sessions en Dinamarca para realizar un set acústico que se combinaría con la producción audiovisual del equipo anfitrión. La sesión fue lanzada en enero de 2022. Otros artistas que han aparecido en las sesiones incluyen a José González y Little Dragon.

## Discografía

### EP
- 2017: Just Cosmo (70Hz)
- 2021: A Piper For Janet (Pykrete Records)
- 2022: Brodie Sessions (Live) (Pykrete Records)
- 2023: a confirmar